# إبراهام هيرش (ناشر موسيقى)
إبراهام هيرش (بالسويدية: Abraham Hirsch)‏ هو ناشر موسيقى ‏ سويدي، ولد في 16 أغسطس 1815 في ستوكهولم في السويد، وتوفي بنفس المكان في 23 فبراير 1900.